# Karl Zugowski
Karl Zugowski (* 1939 in Altenburg) ist ein deutscher Schauspieler, Sänger und Regisseur.

## Leben und Werk
Der 1939 in Altenburg geborene Zugowski absolvierte 1958–1961 ein Schauspielstudium an der Theaterhochschule Leipzig, welches unter anderem Chansonunterricht bei Chris Baumgarten beinhaltete. Zusätzlich absolvierte er ein privates Gesangsstudium.
Nach dem Studium erhielt Zugowski sein erstes Engagement am Kreistheater Borna. Von 1962 bis 1972 war er Schauspieler und Sänger am Landestheater Altenburg. Dort übernahm er zahlreiche Rollen im Schauspiel, unter anderem in Stücken wie Hamlet oder Don Carlos. Auch an Filmen der DEFA wirkte Zugowski mit, so spielte er in den 1960er Jahren beispielsweise in der Produktion Die Abenteuer des Werner Holt  die Rolle des HJ-Führers Meißner, in den Indianerfilmen Chingachgook, die große Schlange den Fähnrich Thornton und in Weiße Wölfe den Sheriff Andy Sleek.
Von 1972 bis 2011 war Karl Zugowski Ensemblemitglied an der Musikalischen Komödie Leipzig. Es sang und spielte zahlreiche Partien in Operette und Musical, u. a. über 200 Mal Professor Higgins in My Fair Lady. Er übernahm die Moderation mehrerer Operettenabende, zuletzt auch die Regie von vier Aufführungen (1999: Das Feuerwerk, 2001: Mein Freund Bunbury, 2002: Der Vetter aus Dingsda , 2008: My Fair Lady.)
1982–1990 hatte er einen Gastvertrag am Metropoltheater Berlin, führte dort die Regie und Conférence der Operettenrevue Ein Glück, dass man sich so verlieben kann ….
Er übernahm einen Lehrauftrag für Sprecherziehung und Dialogstudium an der Hochschule für Musik und Theater in Leipzig.
2019–2020 war er Gast an der Musikalischen Komödie im Westbad als Sprecher bzw. Erzähler in dem Musikalischen Märchenspiel Peter und der Wolf.
Karl Zugowski wohnt in Leipzig-Grünau.

## Filmografie (Auswahl)
- 1963: Es geht nicht ohne Liebe
- 1964: Die Abenteuer des Werner Holt
- 1967: Chingachgook, die große Schlange
- 1969: Weiße Wölfe
- 1980: Komödianten-Emil
- 1985: Der Haifischfütterer
- 1986: Ernst Thälmann
- 1989: Vera – Der schwere Weg der Erkenntnis